# Steuersystem (Steuerrecht)
Ein Steuersystem im Sinne der Finanzwissenschaft und des Steuerrechts umfasst die Gesamtheit aller Steuerarten eines Staates. Ein Steuersystem beruht auf Besteuerungsgrößen Einkommen, Vermögen und Konsum als drei möglichen Besteuerungsgrößen.

## Einkommensorientiertes Steuersystem
Georg Schanz wird oft als Vordenker einer systematischen Besteuerung des Einkommens genannt. Er definierte das Einkommen als in „Geldeinheiten bewerteter Reinvermögenszuwachs in einem bestimmten Betrachtungszeitraum“. Diese Definition berücksichtigt alle Arbeits- und Kapitaleinkommen. Unerheblich erschien Schanz dabei die Herkunft bzw. Quelle, der Zeitpunkt der Realisierung des Einkommens, sowie evtl. einmalige Einkommenszugänge (z. B. Erbschaft). Diese Theorie unterscheidet sich damit von der auf Bernhard Fuisting zurückgehenden Quellentheorie, nach welcher nur wiederkehrende Einkünfte als Einkommen anzusehen sind.
Ausgehend von der Grundvorstellung Schanz einer Einkommensorientierung basierend auf nicht regelmäßige Einkünfte, entwickelten Robert Haig und Henry Simons eine Einkommensteuer für die Vereinigten Staaten. Dieses System wird demnach auch als Schanz-Haig-Simons-System (SHS) bezeichnet.
So sehr das SHS-System auch eine systematische Besteuerung ermöglicht, so beruht es nicht auf reinen ökonomischen Grundsätzen. Seit Joseph Schumpeter haben verschiedene Ökonomen immer wieder auf die Defizite des SHS-Systems hingewiesen. Die Einkommensbesteuerung im SHS-System verlangt die Besteuerung sämtlicher Reinvermögenszugänge eines Jahres. Dies bedeutet allerdings, dass die daraus resultierende Besteuerung von Zinsen, welche eigentlich Kompensation für früheren Konsumverzicht darstellen, eine „Bestrafung“ für Sparer wäre. Folglich verzerrt das SHS-System die Konsumentscheidung auf zeitlicher Ebene, indem sie den Preis des späteren Konsums verteuert und Anreize liefert, eher jetzt als später zu konsumieren. Diese Beeinträchtigung der Sparentscheidung führt zur Reduktion des Sparkapitals und somit auch Mittel die für Investitionen zur Verfügung stehen.

## Konsumorientiertes Steuersystem
Unter der Prämisse, dass der Konsum {\displaystyle C} gleich dem Arbeitseinkommen {\displaystyle A_{E}} und dem Kapitaleinkommen {\displaystyle K_{E}} abzüglich der Ersparnisse {\displaystyle S} ist, 
{\displaystyle C=A_{E}+K_{E}-S},
lassen sich zwei verschiedene Wege der konsumorientierten Besteuerung veranschaulichen:
- das Konzept der Sparbereinigung,
- das Konzept der Zinsbereinigung.

Das Konzept der Sparbereinigung besagt, dass nur Ausgaben für den laufenden Konsum besteuert werden sollen, nicht jedoch der Teil der gespart wird. Der gesparte Teil wird dann steuerpflichtig, wenn die Ersparnisse für Konsumzwecke aufgelöst werden. Auf Unternehmensebene wären die Ersparnisse in Form von einbehaltenen Gewinnen (Gewinnthesaurierung) ebenfalls steuerfrei und würden erst bei ihrer Verwendung zum Konsum besteuert, was durch eine anrechenbare Ausschüttungssteuer sichergestellt wäre. Diese Ausschüttungssteuer wurde erstmals in den 50er Jahren von Nicholas Kaldor in Indien und Sri Lanka eingeführt, jedoch aufgrund administrativer Unzulänglichkeiten bald wieder abgeschafft. In Österreich sieht das Steuerrecht gegenwärtig eine teilweise sparbereinigte Einkommensbesteuerung, nämlich für gesetzliche und betriebliche Altersrenten, vor.
Aus administrativen Gründen ist allerdings das Konzept der Zinsbereinigung häufig einfacher. Bei diesem Konzept wird das Einkommen zuerst vollständig, das heißt auch der Sparanteil, versteuert, die späteren Zinserträge sind dafür dann steuerfrei. Ökonomisch gesehen ist es irrelevant, welche dieser beiden Methoden angewandt wird, da sie zu einem gleich hohen Konsum führen. Der Unterschied besteht nur darin, dass der zeitliche Zugriff der Steuer ein anderer ist.
Im Vergleich zwischen konsumorientierten und einkommensorientierten Steuersystem ist folgendes festzustellen. Unter der Annahme, dass Kapitalvermögen entstehen, wenn Menschen weniger konsumieren bzw. sparen, kann dieses Vermögen so etwas wie die „geronnene Leistungsfähigkeit“ bzw. als „Konsumverzicht“ eines Individuums im Laufe seines Lebens angesehen werden. Aus dem angesammelten Kapital entstehen Gewinne und Zinsen. Die traditionelle Einkommensteuer führt durch die zusätzliche Besteuerung dieser Gewinne und Zinsen, welche den Konsumverzicht zu einer gewissen Periode oder Perioden darstellen, eigentliche eine doppelte Besteuerung durch.
Die zins- und sparbereinigte Methode im konsumorientierten Steuersystem im Vergleich
Das untenstehende Beispiel eines sparenden Arbeitnehmers zeigt, dass sowohl die Sparbereinigung als auch die Zinsbereinigung eines konsumorientierten Steuersystems zum gleichen Vermögen führen, das für den Konsum zur Verfügung stehen würde. Aufgrund der doppelten Besteuerung im traditionellen Steuersystem wäre das zum Konsum verfügbare Vermögen natürlich geringer.
|                                | Jahr {\displaystyle t=0} | Jahr {\displaystyle t=0} | Jahr {\displaystyle t=0} | Jahr {\displaystyle t=1} | Jahr {\displaystyle t=1} | Jahr {\displaystyle t=1} |                      |
|                                | Einkommen für Sparzwecke | Steuer (Annahme 40 %)    | für Konsum verfügbar     | Zinsen (Annahme 5 %)     | Sparkapital              | Steuer (Annahme 40 %)    | für Konsum verfügbar |
| Sparbereinigte Einkommensteuer | 10.000                   | -                        | 10.000                   | 500                      | 10.500                   | 4.200                    | 6.300                |
| Zinsbereinigte Einkommensteuer | 10.000                   | 4.000                    | 6.000                    | 300                      | 6.300                    | -                        | 6.300                |